# Princess of China
"Princess of China"(tạm dịch: Công chúa Trung Hoa) là bài hát của nhóm nhạc alternative rock đến từ Anh, Coldplay hát với nữ ca sĩ gốc Barbados, Rihanna. Đây là bài hát thứ mười trong album phòng thu thứ năm của ban nhạc, Mylo Xyloto (2011). "Princess of China" được sáng tác bởi các thành viên của Coldplay gồm Guy Berryman, Jonny Buckland, Will Champion, và Chris Martin, cùng với Brian Eno. Bài hát mang thể loại nhạc pop điện tử, R&B và nhạc rock điện tử. Bài hát được phát hành trên các radio tại Mỹ ngày 14 tháng 2 năm 2012, và được phát hành dưới dạng tải kỹ thuật số trên toàn thế giới vào ngày 13 tháng 4 năm 2012. Một đĩa mở rộng EP gồm các bản phối lại (remix) của ca khúc được phát hành tại Mỹ tháng 1 năm 2012 và tại Anh vào tháng 4.
Bài hát nhận được nhiều đánh giá tích cực từ các nhà phê bình, ca ngợi sự hợp tác giọng ca giữa Chris Martin và Rihanna, còn một số khác thì cho rằng nó không truyền cảm hứng cho lắm. Bài hát xếp hạng 20 trên bảng xếp hạng Billboard Hot 100 của Mĩ và thứ tư bảng xếp hạng UK Singles Chart của Liên hiệp Anh. Một video âm nhạc kèm theo được phát hành tháng 6 năm 2012 trên mạng xã hội YouTube.

## Danh sách ca khúc
| Tải kỹ thuật số | Tải kỹ thuật số                                            | Tải kỹ thuật số |
| STT             | Nhan đề                                                    | Thời lượng      |
| --------------- | ---------------------------------------------------------- | --------------- |
| 1.              | "Princess of China" (Phiên bản chỉnh sửa trên đài)         | 3:39            |
| 2.              | "Princess of China" (Phiên bản phối lại của Invisible Men) | 3:49            |

| Đĩa mở rộng | Đĩa mở rộng                                                | Đĩa mở rộng |
| STT         | Nhan đề                                                    | Thời lượng  |
| ----------- | ---------------------------------------------------------- | ----------- |
| 1.          | "Princess of China" (Phiên bản chỉnh sửa trên đài)         | 3:39        |
| 2.          | "Princess of China" (Phiên bản phối lại của Invisible Men) | 3:46        |
| 3.          | "Paradise" (Phiên bản phối lại của Tiësto)                 | 4:46        |
| 4.          | "Princess of China" (Phiên bản đệm nhẹ)                    | 3:26        |

| Đĩa quảng bá tại EU | Đĩa quảng bá tại EU                                        | Đĩa quảng bá tại EU |
| STT                 | Nhan đề                                                    | Thời lượng          |
| ------------------- | ---------------------------------------------------------- | ------------------- |
| 1.                  | "Princess of China" (Phiên bản chỉnh sửa trên đài)         | 3:35                |
| 2.                  | "Princess of China" (Phiên bản phối lại của Invisible Men) | 3:49                |
| 3.                  | "Princess of China" (Phiên bản album (gốc))                | 3:59                |
| 4.                  | "Princess of China" (Phiên bản thanh nhạc)                 | 3:59                |

| Tải kỹ thuật số — Phiên bản phối lại của Andre Sobota | Tải kỹ thuật số — Phiên bản phối lại của Andre Sobota     | Tải kỹ thuật số — Phiên bản phối lại của Andre Sobota |
| STT                                                   | Nhan đề                                                   | Thời lượng                                            |
| ----------------------------------------------------- | --------------------------------------------------------- | ----------------------------------------------------- |
| 1.                                                    | "Princess of China" (Phiên bản phối lại của Andre Sobota) | 5:03                                                  |

## Xếp hạng và chứng nhận
| Bảng xếp hạng (2011–12)                            | Thứ hạng cao nhất |
| -------------------------------------------------- | ----------------- |
| Anh Quốc (OCC)                                     | 4                 |
| Áo (Ö3 Austria Top 40)                             | 25                |
| Bỉ (Ultratop 50 Flanders)                          | 20                |
| Bỉ (Ultratop 50 Wallonia)                          | 24                |
| Canada (Canadian Hot 100)                          | 17                |
| Cộng hòa Séc (Rádio Top 100)                       | 5                 |
| Đan Mạch (Tracklisten)                             | 7                 |
| Đức (Media Control)                                | 41                |
| Hà Lan (Dutch Top 40)                              | 26                |
| Hoa Kỳ Billboard Hot 100                           | 20                |
| Hoa Kỳ Pop Airplay (Billboard)                     | 24                |
| Hungary (Single Top 40)                            | 3                 |
| Hungary (Rádiós Top 40)                            | 18                |
| Hy Lạp Digital Songs (Billboard)                   | 8                 |
| Ireland (IRMA)                                     | 5                 |
| Israel (Media Forest)                              | 5                 |
| Mexico Inglés (Billboard)                          | 2                 |
| Na Uy (VG-lista)                                   | 8                 |
| New Zealand (Recorded Music NZ)                    | 8                 |
| Pháp (SNEP)                                        | 24                |
| Finland (Finland's Official List)                  | 14                |
| LỖI: PHẢI CUNG CẤP year CHO BẢNG XẾP HẠNG Slovakia | 37                |
| Tây Ban Nha (PROMUSICAE)                           | 24                |
| Thụy Sĩ (Schweizer Hitparade)                      | 20                |
| Úc (ARIA)                                          | 16                |
| Ý (FIMI)                                           | 16                |

| Bảng xếp hạng (2012)          | Vị trí |
| ----------------------------- | ------ |
| Anh (Official Charts Company) | 25     |
| Bỉ (Ultratop 50 Flanders)     | 90     |
| Bỉ (Ultratop 50 Wallonia)     | 94     |
| Hungary (Rádiós Top 40)       | 69     |

| Quốc gia                                                                           | Chứng nhận | Số đơn vị/doanh số chứng nhận |
| ---------------------------------------------------------------------------------- | ---------- | ----------------------------- |
| Anh Quốc (BPI)                                                                     | Bạch kim   | 600.000                       |
| Đan Mạch (IFPI Đan Mạch)                                                           | Bạch kim   | 30.000^                       |
| New Zealand (RMNZ)                                                                 | Vàng       | 7.500*                        |
| Úc (ARIA)                                                                          | Bạch kim   | 70.000^                       |
| Ý (FIMI)                                                                           | Bạch kim   | 30.000*                       |
| México (AMPROFON)                                                                  | Vàng       | 30.000*                       |
| * Chứng nhận dựa theo doanh số tiêu thụ. ^ Chứng nhận dựa theo doanh số nhập hàng. |            |                               |